# لانترنوت
لانترنوت (بالفرنسية: L'Internaute) صحيفة إلكترونية فرنسية. تأسست عام 2000. اعتبارًا من مارس 2022، ترتيب الصحيفة حسب عدد الزيارات 113 على مستوى فرنسا.